# Кондуктор (звание)
Кондукто́р (рулевой кондукто́р, сигнальный кондукто́р, артиллерийский кондукто́р и т. д.; от лат. conductor — наниматель, предприниматель, подрядчик, проводник, водырь, вожатый, вожак), в военном деле России имперского периода:
- воинское звание в Российском императорском флоте (РИФ)[3], присваивавшееся унтер-офицерам, прослужившим установленный срок и сдавшим экзамен и по открытии вакансии;
- воинское звание, присваивавшееся чертёжникам[4] и художникам в главном, окружных и полевых инженерных управлениях[5];
- нижний чин лесной стражи[4];
- воспитанник[5], вообще по разным инженерным, строительным или иным ведомствам[2].

Обер-кондуктор — старший кондуктор.

## Русский императорский флот
Кондуктор (лат. conductor; фр. conducteur — ведущий дело, руководящий, сопровождающий) — военно-морской высший унтер-офицерский чин в Российской империи. Кондуктора состояли в штатах Русского флота, с 1798 года, в составе инженерных чинов Кронштадтского канала Петра Великого. Чин Кондуктора делился на два класса:
- Кондуктор I класса были в ранге прапорщика;
- Кондуктор II класса в чине старшего унтер-офицера[7].

Приказом по Морскому ведомству № 81, 9 июля 1894 года, было утверждено «Положение о старших боцманах и кондукторах флота», по которому на Русском флоте учреждались звания старших боцманов и Кондукторов артиллерийских, минных, машинных из числа сверхсрочнослужащих. В Русском флоте Кондуктора (рулевой кондукто́р, сигнальный кондукто́р, артиллерийский кондукто́р и так далее, унтер-офицер, прослуживший установленный срок и сдавшим экзамен на заведование той или иной специальностью. В порядке исключения это звание присваивалось нижним чинам, не имеющим унтер-офицерского звания. До середины XIX века звание кондуктора присваивалось только унтер-офицерам корпусов флотских штурманов, корабельных инженеров и инженеров по морской строительной части. Со 2-й половины XIX века звание присваивалось унтер-офицерам корабельной и береговой службы основных флотских специальностей:

- минёрам;
- машинистам;
- рулевым (рулевой кондукто́р);
- сигнальщикам (сигнальный кондукто́р);
- дальномерщикам;
- артиллеристам (артиллерийский кондукто́р[8]), носили общую форму одежды кондукторов флота, имея золотой прибор и металлическую эмблему, в виде двух скрещенных пушек, на петлицах воротника;
- трюмным (трюмный кондукто́р);
- кочегарам;
- другим.

Кондукторы были ближайшими помощниками морских офицеров, на них возлагались обязанности по обучению нижних чинов специальности. Старший боцман был главным над корабельными кондукторами. На флоте кондукторы пользовались привилегиями: имели отдельную кают-компанию, получали повышенное денежное содержание, в том числе пособие на воспитание детей, пользовались бесплатным лечением, имели отпуск с сохранением денежного содержания и т. д. Срок службы в звании кондуктора составлял 25 лет.
После 1917 года звание было упразднено.
| младшее звание: Боцман | Кондуктор Гардемарин Минный кондуктор Рулевой кондуктор Штурманский кондуктор Сигнальный кондуктор Старший боцман Старший фельдшер | старшее звание: Мичман                                 |
| младшее звание: Боцман | Кондуктор Гардемарин Минный кондуктор Рулевой кондуктор Штурманский кондуктор Сигнальный кондуктор Старший боцман Старший фельдшер | Младший инженер-механик Младший помощник судостроителя |

### Знаки различия
Согласно высочайшему повелению Морского Министра, для всех кондукторов флота с 1913 года отличия специальных званий, присвоенные кондукторам на воротниках мундира и пальто (в том числе для старших фельдшеров), были перенесены на погоны и должны были быть штампованной арматурой из белого металла. В таблице представлены погоны флотских экипажей, а погоны Гвардейского экипажа с момента формирования в 1810 году отличались только красным цветом приборного сукна — как во всей гвардии Российской императорской армии.
| Описание              | Погоны к полукафтанам и шинелям нижних чинов Морского ведомства, 1856 г. | Погоны к полукафтанам и шинелям нижних чинов Морского ведомства, 1856 г. | Погоны к полукафтанам и шинелям нижних чинов Морского ведомства, 1856 г.             | Погоны к полукафтанам и шинелям нижних чинов Морского ведомства, 1856 г. |
| --------------------- | ------------------------------------------------------------------------ | ------------------------------------------------------------------------ | ------------------------------------------------------------------------------------ | ------------------------------------------------------------------------ |
| погоны                |                                                                          |                                                                          |                                                                                      |                                                                          |
| Воинское звание / Чин | Кондукто́р Корпуса морской артиллерии                                     | Кондукто́р Корпуса корабельных инженеров                                  | Лабораторный кондукто́р 1 класса, служащий в 1-й лабораторной роте (23.01—24.02.1856) | Кондукто́р Корпуса инженеров морской строительной части                   |

| Описание              | Знаки различия нижних чинов — погоны кондукто́ров флота 1904—1912 гг. (Флотский экипаж) | Знаки различия нижних чинов — погоны кондукто́ров флота 1904—1912 гг. (Флотский экипаж) | Знаки различия нижних чинов — погоны кондукто́ров флота 1904—1912 гг. (Флотский экипаж) | Знаки различия нижних чинов — погоны кондукто́ров флота 1904—1912 гг. (Флотский экипаж) | Знаки различия нижних чинов — погоны кондукто́ров флота 1904—1912 гг. (Флотский экипаж) | Знаки различия нижних чинов — погоны кондукто́ров флота 1904—1912 гг. (Флотский экипаж) | Знаки различия нижних чинов — погоны кондукто́ров флота 1904—1912 гг. (Флотский экипаж) | Знаки различия нижних чинов — погоны кондукто́ров флота 1904—1912 гг. (Флотский экипаж) | Знаки различия нижних чинов — погоны кондукто́ров флота 1904—1912 гг. (Флотский экипаж) | Знаки различия нижних чинов — погоны кондукто́ров флота 1904—1912 гг. (Флотский экипаж) | Знаки различия нижних чинов — погоны кондукто́ров флота 1904—1912 гг. (Флотский экипаж) | Знаки различия нижних чинов — погоны кондукто́ров флота 1904—1912 гг. (Флотский экипаж) | Знаки различия нижних чинов — погоны кондукто́ров флота 1904—1912 гг. (Флотский экипаж) | Знаки различия нижних чинов — погоны кондукто́ров флота 1904—1912 гг. (Флотский экипаж) | Знаки различия нижних чинов — погоны кондукто́ров флота 1904—1912 гг. (Флотский экипаж) |
| --------------------- | -------------------------------------------------------------------------------------- | -------------------------------------------------------------------------------------- | -------------------------------------------------------------------------------------- | -------------------------------------------------------------------------------------- | -------------------------------------------------------------------------------------- | -------------------------------------------------------------------------------------- | -------------------------------------------------------------------------------------- | -------------------------------------------------------------------------------------- | -------------------------------------------------------------------------------------- | -------------------------------------------------------------------------------------- | -------------------------------------------------------------------------------------- | -------------------------------------------------------------------------------------- | -------------------------------------------------------------------------------------- | -------------------------------------------------------------------------------------- | -------------------------------------------------------------------------------------- |
| погоны                |                                                                                        |                                                                                        |                                                                                        |                                                                                        |                                                                                        |                                                                                        |                                                                                        |                                                                                        |                                                                                        |                                                                                        |                                                                                        |                                                                                        |                                                                                        |                                                                                        |                                                                                        |
| Воинское звание / Чин | Старший боцман                                                                         |                                                                                        | Минной кондуктор                                                                       | Машинный кондуктор                                                                     |                                                                                        |                                                                                        | Сигнальный кондуктор                                                                   |                                                                                        | Рулевой кондуктор                                                                      | Минно-машинный кондуктор (1902—1913)                                                   |                                                                                        |                                                                                        | Минно-артиллерийский кондуктор (1902—1913)                                             | Старший фельдшер                                                                       |                                                                                        |
| Описание              | Знаки различия нижних чинов — погоны кондукто́ров флота 1913—1917 гг. (Флотский экипаж) | Знаки различия нижних чинов — погоны кондукто́ров флота 1913—1917 гг. (Флотский экипаж) | Знаки различия нижних чинов — погоны кондукто́ров флота 1913—1917 гг. (Флотский экипаж) | Знаки различия нижних чинов — погоны кондукто́ров флота 1913—1917 гг. (Флотский экипаж) | Знаки различия нижних чинов — погоны кондукто́ров флота 1913—1917 гг. (Флотский экипаж) | Знаки различия нижних чинов — погоны кондукто́ров флота 1913—1917 гг. (Флотский экипаж) | Знаки различия нижних чинов — погоны кондукто́ров флота 1913—1917 гг. (Флотский экипаж) | Знаки различия нижних чинов — погоны кондукто́ров флота 1913—1917 гг. (Флотский экипаж) | Знаки различия нижних чинов — погоны кондукто́ров флота 1913—1917 гг. (Флотский экипаж) | Знаки различия нижних чинов — погоны кондукто́ров флота 1913—1917 гг. (Флотский экипаж) | Знаки различия нижних чинов — погоны кондукто́ров флота 1913—1917 гг. (Флотский экипаж) | Знаки различия нижних чинов — погоны кондукто́ров флота 1913—1917 гг. (Флотский экипаж) | Знаки различия нижних чинов — погоны кондукто́ров флота 1913—1917 гг. (Флотский экипаж) | Знаки различия нижних чинов — погоны кондукто́ров флота 1913—1917 гг. (Флотский экипаж) | Знаки различия нижних чинов — погоны кондукто́ров флота 1913—1917 гг. (Флотский экипаж) |
| погоны                |                                                                                        |                                                                                        |                                                                                        |                                                                                        |                                                                                        |                                                                                        |                                                                                        |                                                                                        |                                                                                        |                                                                                        |                                                                                        |                                                                                        |                                                                                        |                                                                                        |                                                                                        |
| Воинское звание / Чин | Старший боцман, Старший береговой боцман                                               | Артиллерийский кондуктор                                                               | Минный кондуктор                                                                       | Машинный кондуктор, Трюмный кондуктор, Старший машинный содержатель                    | Гальванёрный кондуктор                                                                 | Телеграфный кондуктор (1913—1916), Радиотелеграфный кондукто́р (1916—1917)              | Сигнальный кондуктор, Сигнально-дальномерный кондуктор                                 | Кочегарный кондуктор                                                                   | Рулевой кондуктор                                                                      | Минно-машинный кондуктор                                                               | Кондуктор-электрик                                                                     | Шхипер, Старший баталёр                                                                | Старший минно-артиллерийский содержатель                                               | Старший фельдшер (1913—1915), Санитарный кондуктор (1915—1917)                         | Авиационный кондуктор (1915—1917)                                                      |

## Инженерное ведомство
Кондуктор, Кондуктор инженерный, Инженерные кондукторы, в Инженерном ведомстве России, имперского периода, воинское звание, присваивавшееся чертёжникам и художникам в главных, окружных и полевых инженерных управлениях.
По штатам (организационно-штатной структуре) в центральных и местных управлениях и учреждениях Инженерного ведомства России, имперского периода, были положены чертежники из нижних чинов. Название чертежников существует со времён Петра Великого, когда эти чины, под именем кондукторов (или вспомогателей), уже упоминались в воинском уставе Петра I. На начало XX века в кондукторы Инженерного ведомства принимались молодые люди, имеющие право отбывать воинскую повинность на правах вольноопределяющихся 2-го и 1-го разряда, и выдержавшие особое испытание по установленной Главным инженерным управлением программе.

## Лесоводство
В лесоводстве (лесном хозяйстве) России, имперского периода, в лесной страже существовал нижний чин Кондуктора. Корпус лесничих был сформирован 30 января 1839 года. При сформировании получил военное устройство. Состоял в двойном подчинении, в военном отношении считаясь армейской структурой, в гражданской части входя в состав Лесного департамента.

## Воспитанник
Чин воспитанника, в России, имперского периода, где предусмотрен по штату, обучающегося в учебных заведениях, по разным инженерным, строительным или иным ведомствам.
Так в морском ведомстве Российской империи кондукторами были воспитанники старшего класса технического училища. Кондукторы штурманского и артиллерийского отделений училища производятся в подпоручики соответственных специальностей (с 1885 года приём в эти отделения был прекращен). Кондукторы кораблестроительного отделения получали звание младшего помощника судостроителя, а Кондукторы механического отделения — звание младшего инженер-механика.